# Лоррен, Клод
Клод Лорре́н (фр. Claude Lorrain; настоящая фамилия — Желле или Желе (Gellée, Gelée); 1600 год, Шамань, Лотарингия — 23 ноября 1682 года, Рим) — французский живописец, рисовальщик и гравёр, один из выдающихся мастеров пейзажной живописи французского классицизма. Романист. Работал в Италии, где и получил прозвание по месту рождения «Лоррен» (фр. Lе Lorrain — «Лотарингец»).

## Биография
Клод Лоррен родился в 1600 году в Шамани (Chamagne), в независимом в то время герцогстве Лотарингия (Lorrain, ныне департамент Вогезы на северо-востоке Франции) в крестьянском доме. Был одним из пяти сыновей в семье. Клод посещал сельскую школу, но, видя, что он почти ничему не учится, родители отдали его в ученики кондитеру. Потеряв родителей в двенадцать лет, Клод, возможно, некоторое время жил у старшего брата, который работал гравёром по дереву во Фрибуре (или Фрайбурге — город на западе Швейцарии, не путать с Фрайбургом-им-Брайсгау в Германии).
В четырнадцать лет, в 1613—1614 годах, Клод последовал за группой кондитеров, отправившихся в Рим. Там он устроился работать домашним поваром к живописцу-пейзажисту Агостино Тасси, одному из учеников Пауля Бриля, где усвоил некоторые художественные и технические приёмы пейзажной живописи. Однако ранние биографы художника, Иоахим фон Зандрарт и Филиппо Бальдинуччи, знавшие его в Риме, по-разному описывают его начальное обучение. В Риме или Неаполе он, по-видимому, учился у художника немецкого происхождения Гоффредо Вальса (ок. 1590 — до 1640).
В двадцать пять лет он покинул Италию и совершил дальние поездки во Францию и Швейцарию. Но именно в Риме прошла большая часть жизни Лоррена, за исключением двух лет (1625—1627), когда он вернулся на родину и жил в Нанси, где сотрудничал с Клодом Дерюэ, придворным живописцем герцога Лотарингского, в росписях кармелитской церкви в Нанси.
К концу 1626 года он постоянно поселился в Риме, жил на Виа Маргутта в квартале художников. В Риме Клод Лоррен примкнул к обществу иностранных художников «Перелётные птицы» (Bent vogels). В 1634 году он был принят в Академию Святого Луки. Позднее, в 1650 году ему предлагали стать принцепсом (президентом) Академии, но от такой чести Лоррен отказался, предпочитая спокойную работу. С 1635 года его творчество было признано, а его картины пользовались большим спросом. У него были важные заказчики.
В 1637 году французский посол в Ватикане купил у Лоррена две картины, которые теперь находятся в Лувре: «Вид Римского Форума» и «Вид порта с Капитолием». В 1639 году испанский король Филипп IV заказал Лоррену семь картин (ныне — в музее Прадо), из которых — два пейзажа с отшельниками. Среди других заказчиков были папа Урбан VIII (четыре работы), кардинал Бентивольо, принц Колонна.
В академическом искусстве пейзаж всегда считался второстепенным жанром. Лоррен, тем не менее, получил признание и жил в достатке. Он снимал большой, трёхэтажный дом в центре итальянской столицы, неподалёку от площади Испании. Его соседом был Никола Пуссен, которого он посещал в 1660-е годы. Однако он тяжко болел, страдая подагрой. В последние годы жизни жил только искусством. Хотя он и был свободен от финансовых забот, вёл скромную жизнь и поддерживал бедных художников. После смерти, 23 ноября 1682 года, Клод Лоррен был похоронен в Риме во французской церкви Сантиссима-Тринита-дей-Монти. В 1836 году его гробница была перенесена в церковь Сан-Луиджи-дей-Франчези.
В своём завещании он просил, чтобы мессы служили в деревне, где он родился: несмотря на своё восхищение природой Италии и огромное состояние, Клод Желле всегда оставался привязанным к Шамани.
Лоррен не был женат, но имел дочь (Агнесс), родившуюся в 1653 году. Ей он завещал всё своё имущество.

## Творчество
Свой ранний стиль Клод Лоррен вырабатывал под влиянием пейзажей Аннибале Карраччи. Вначале Лоррен выполнял заказные декоративные работы, так называемые «пейзажные фрески», но позднее ему удалось стать самостоятельным пейзажистом и сосредоточиться на станковых картинах. Лоррен был умелым гравёром, мастером офорта; он оставил занятие офортом лишь в 1642 году, окончательно избрав живопись. Писал небольшие работы: пасторальные «пейзажи с фигурами» на холсте или на меди. Он изображал воображаемые порты, причалы с кораблями и грузчиками на фоне руин античной архитектуры как своеобразные «приглашения к путешествию», («Морской пейзаж», 1634; «Морской порт на закате», 1639; «Высадка Клеопатры в Тарсе», 1642). По определению В. Г. Власова

 «Лоррен — мастер романтического пейзажа римской Кампаньи, он начинал писать вместе с И. фон Зандрартом, рядом с Н. Пуссеном, но именно этого художника более всех других следует называть романистом. Лоррену было суждено стать создателем нового жанра пейзажа „итало-французской живописи“. В его картинах счастливо соединились красота природы окрестностей Рима, как бы специально созданной для живописи, и стиль французского классицизма, это дало основание П. П. Муратову заявить, что в римской Кампанье родилась пейзажная живопись. Независимо от названий картин, большей частью на мифологические темы, и населяющих их персонажей, главное действующее лицо искусства Лоррена — природа: Земля, Небо, Солнце, Море и непременно руины Древнего Рима. Основная тема лорреновской живописи — состояние пейзажа — утро, день, вечер… Вот почему искусство Лоррена — романтизм и классицизм одновременно. При этом — персонажи из античной мифологии на фоне итальянского пейзажа — характерная черта так называемого романизма. Всё это сделало картины Лоррена неким каноническим образцом стиля, вызвавшего множество подражаний на протяжении XVIII—XIX веков» 

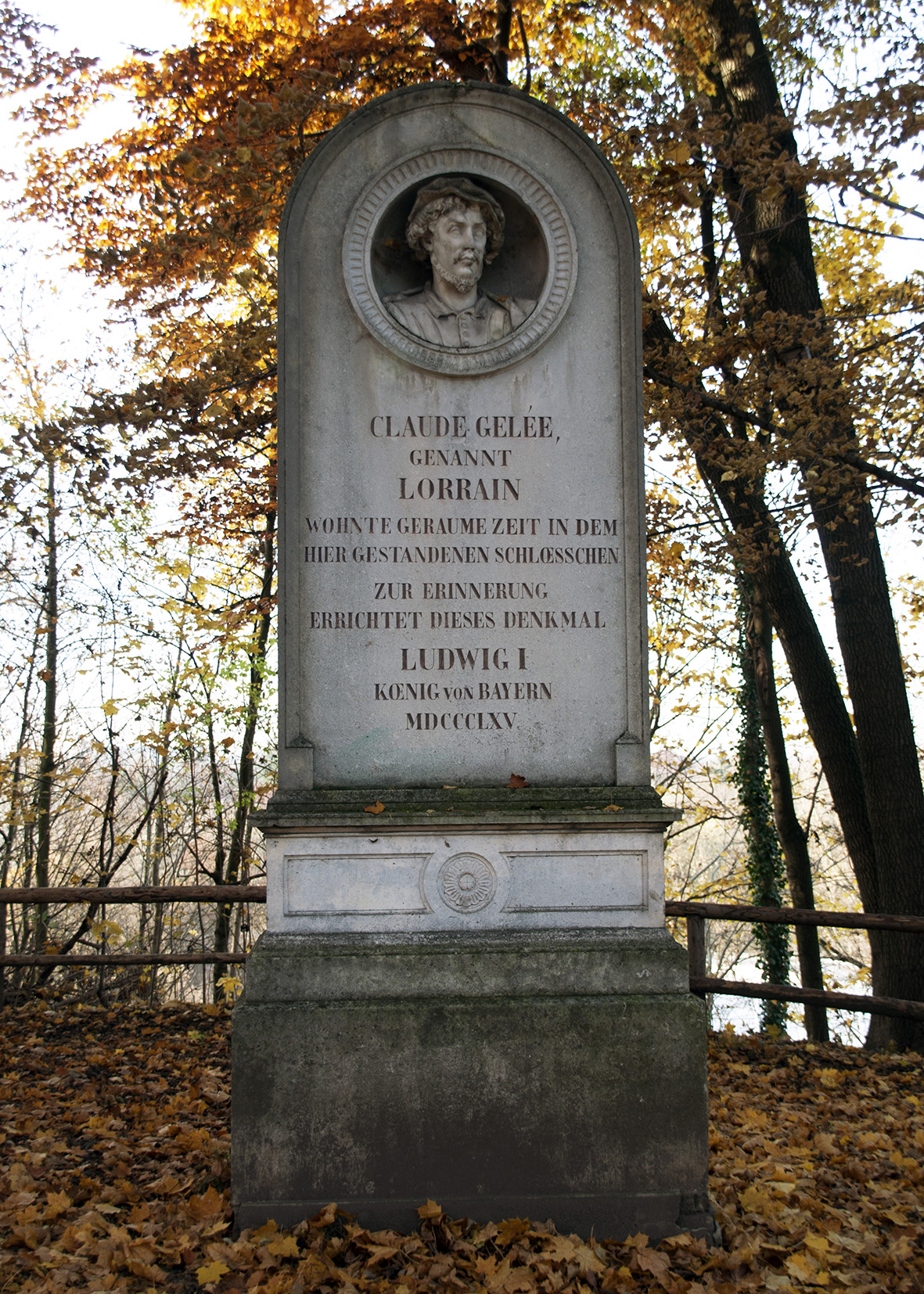
Памятник художнику в Мюнхене

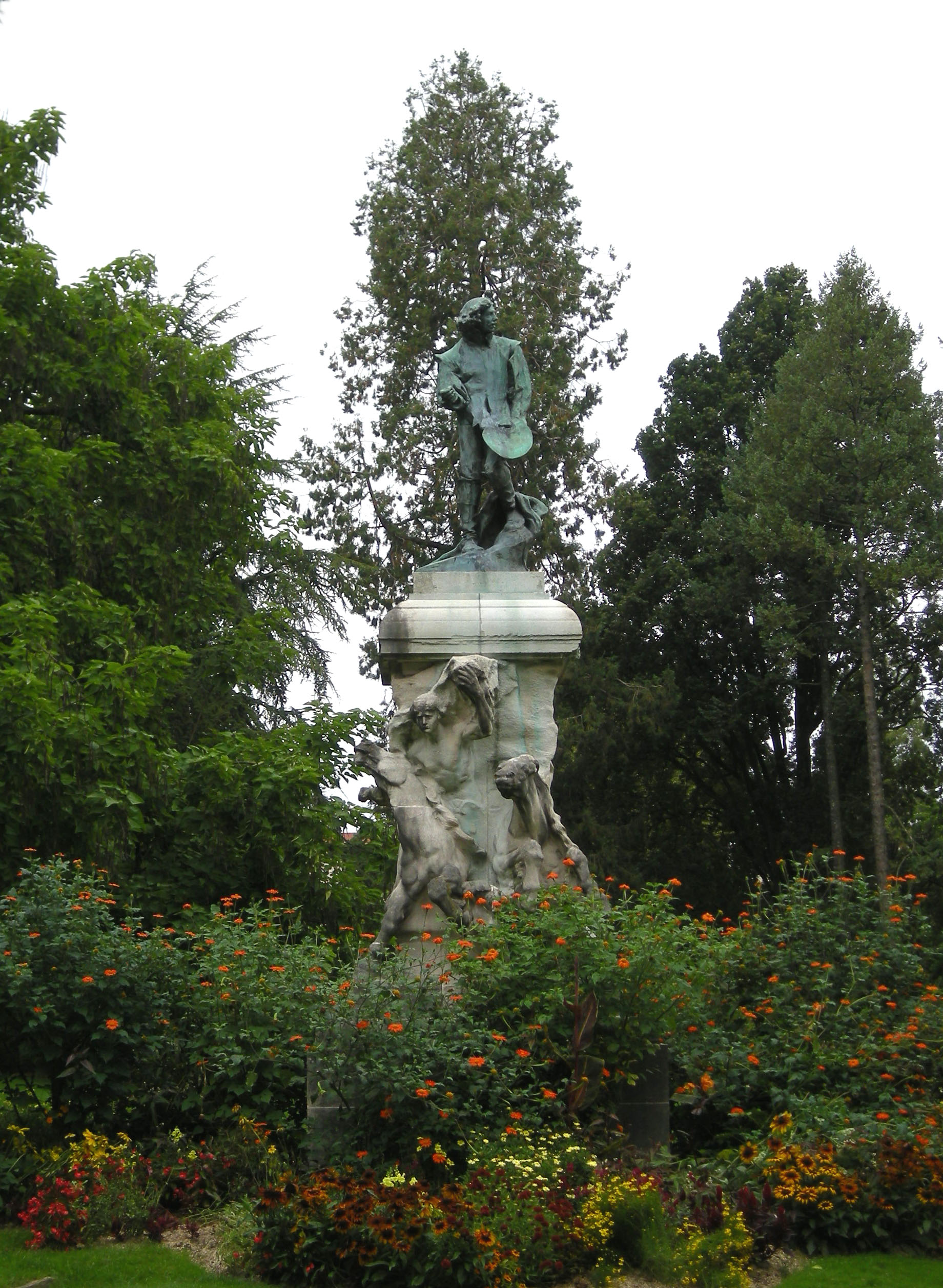
Памятник художнику работы Огюста Родена в Нанси

Некоторая «искусственность» итальянских пейзажей Лоррена объясняет двусмысленность оценки его творчества И. В. Гёте, который в знаменитых беседах со своим секретарём И. П. Эккерманом о творчестве художника заметил:

 «Здесь перед вами совершенный человек, он умел не только мыслить, но и воспринимать прекрасное, в душе же его всякий раз рождался мир, редко встречающийся в действительной жизни. Его картины проникнуты высшей правдой, но правдоподобия в них нет. Клод Лоррен до мельчайших подробностей изучил и знал реальный мир, однако это знание было для него лишь средством выражения прекрасного мира своей души. Подлинно идеальное и состоит в уменье так использовать реальные средства, чтобы сотворенная художником правда создавала иллюзию действительно существующего»

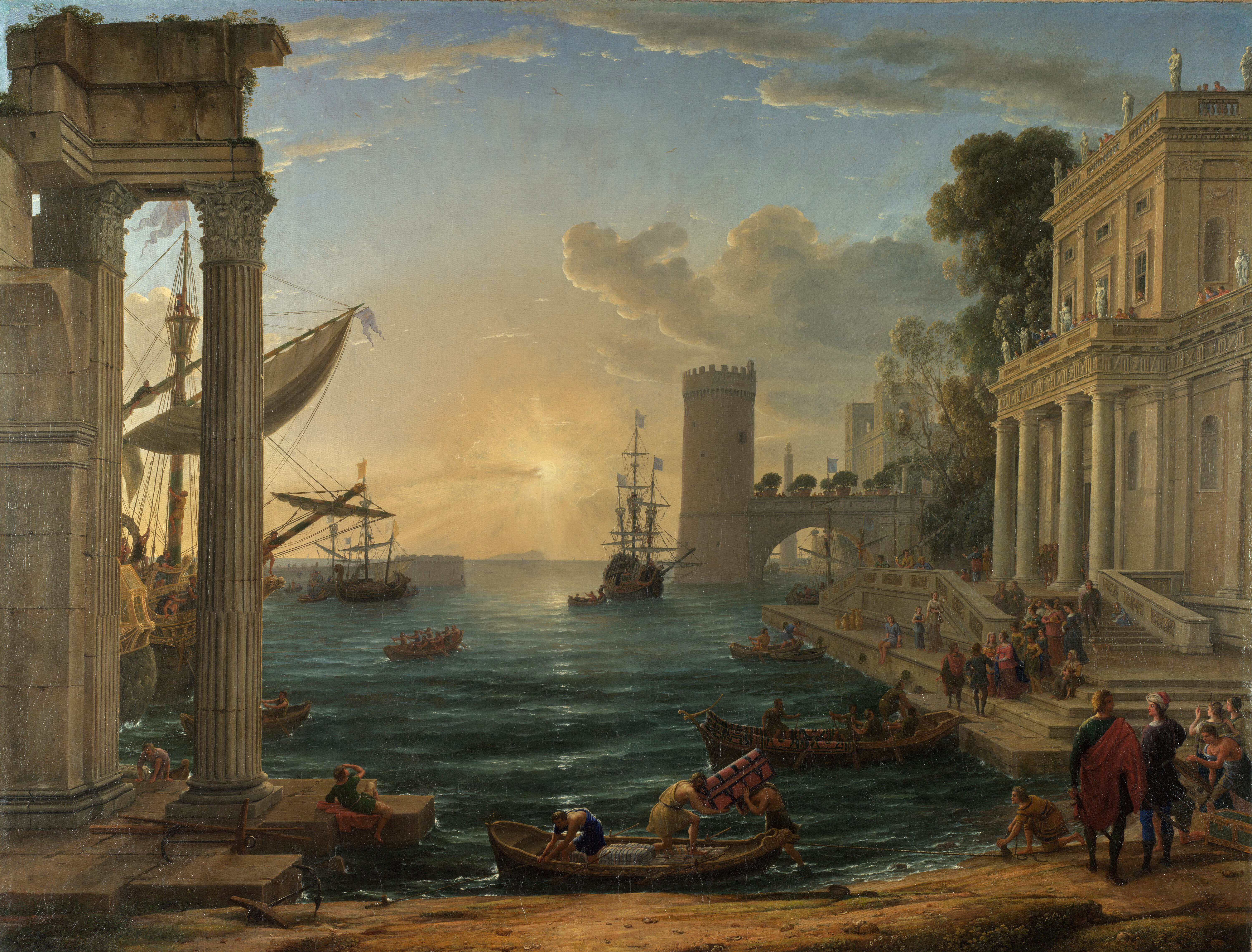
Морской порт с отплытием царицы Савской. 1648. Холст, масло. Национальная галерея, Лондон

Искусство Лоррена часто и не без оснований сравнивают с картинами Пуссена или Гаспара Дюге, однако Лоррен, в отличие от Пуссена, которого больше интересовал сюжет, выходил за рамки обычного классицистического пейзажа. В его работах всегда важен свет. А. Н. Бенуа называл Лоррена «пустынником, бежавшим от людской докуки в широкую безлюдную природу».
Со временем под влиянием идеологии классицизма произведения Клода Лоррена становились всё масштабнее, с аллюзиями на сюжеты античной литературы. Лоррен не получил специального гуманитарного образования — он был самоучкой; тем не менее, читал и писал по-итальянски. Композиции художника становились всё более «литературными»: чаще с отсылками к «Энеиде» Вергилия, Овидию или эпосу Гомера. Таковы «Вид берега Делоса с Энеем», (1672, Национальная галерея, Лондон), «Парнас» (Музей изящных искусств, Бостон). Однако фигуры, которыми обыкновенно оживлены его пейзажи, часто писали его друзья-художники — Ф. Лаури, Я. Миль, Фр. Аллегри и Н. Колонбель.
В санкт-петербургском Эрмитаже имеются четыре картины Лоррена, объединяемые темой «Четыре времени суток»: «Полдень», «Вечер», «Ночь», «Утро в гавани» (всего в музее двенадцать картин художника). Фигуры в этих картинах написаны Ф. Лаури. Вся серия приобретена в 1815 году из собрания императрицы Жозефины в замке Мальмезон (Франция). А. Н. Бенуа заметил, что «Моменты дня» принадлежат «к лучшему из того, что создано им [Лорреном], хотя и относятся к последнему периоду его творчества».
Клод Лоррен — первый из живописцев, кто сделал главной темой своих картин солнечное освещение, утреннее и вечернее; первый, кто серьёзно заинтересовался живописным изображением воздуха, насыщенного светом и цветом. С большим мастерством художник изображал игру солнечных лучей в различные часы дня, свежесть утра, полуденный зной, меланхолическое мерцание сумерек, прохладные тени теплых ночей, блеск спокойных или слегка колышущихся вод, прозрачность чистого воздуха и даль, застилаемую лёгким туманом. В его творчестве можно различить две манеры: картины, относящиеся к ранней поре его деятельности, писаны сильно, густо, в тёплых тонах; позднейшие — в холодноватом тоне.
В последние десятилетия (1660—1680) Лоррен работал медленнее, но всегда с успехом. К этому периоду и относятся «Моменты дня». В своих антикизированных пейзажах с «мифологическими фигурами» он изображал античные руины, море, корабли, небо и заходящее солнце — всегда в центре композиции, в точке сходящихся перспективных линий, что создавало особенную световую «пульсацию». Это дало повод А. Н. Бенуа назвать Лоррена «люминистом», а его картины — своеобразной «световой архитектурой» (нем. Scheinarchitectur).
Исследователь закономерностей композиционной организации картин в искусстве классицизма С. М. Даниэль проницательно заметил, что большая часть картин Клода Лоррена объединена устойчивым композиционным приёмом, «который, переходя из холста в холст, обретает силу принципа». При этом относительное постоянство линии горизонта таково, что, «если бы холсты Лоррена выстроились в единый ряд, эта линия стала бы их сквозной осью…»

 Небо всегда занимает бо́льшую площадь холста, и в этом смысле «верх» доминирует над «низом». Выбор низкого горизонта, как известно, сообщает композиции черты монументальности… Помещение основного светового акцента у линии горизонта создаёт сильнейший перспективно-динамический эффект и превращает пространство картины в анфиладу бесконечной глубины, ибо предметность изображения, рельефно выраженная на его периферии, как бы растворяется к центру, чтобы окончательно растаять в ореоле далёкого светила… Сильно выраженное перспективное сокращение создаёт эффект глубокого пространства; все линии стремятся вглубь, к единому центру, но по мере приближения к нему теряют ясность начертания и исчезают во встречном потоке света, так и не достигнув предела. Возникает впечатление бесконечного светового пространства… «Восходы» и «закаты» Лоррена суть торжественные акты встречи и прощания с главным его героем — Солнцем"

Как дали тонкие чарует Клод Лоррен
И зеленью морей влечёт, как песнь сирен
Вяч. Иванов

Образ природы в искусстве Лоррена, по определению С. М. Даниэля, «мифологичен», но, тем не менее, намного сложнее привычного образа «Счастливой Аркадии». Последняя работа Лоррена — «Асканий, охотящийся на оленя Сильвины» (Музей Эшмола, Оксфорд) — закончена в год смерти художника и считается настоящим шедевром.
Лоррен создал множество пейзажей в рисунках пером и кистью бистром и акварелью. Из таких рисунков, фиксирующих свой творческий процесс, он составил сборник из двухсот листов, под заглавием «Книга истины» («Liber veritatis»); сборник находился в коллекции герцога Девонширского, в Англии). Впоследствии, в 1799 году, известный лондонский издатель Джон Бойделл поручил Ричарду Ирлому, ведущему английскому гравёру, скопировать все 200 рисунков в виде гравюр, которые были опубликованы с 1774 по 1777 год, когда было опубликовано и собрание рисунков самого Лоррена в двух томах под названием «Liber Veritatis». Книга хранится в Британском музее в Лондоне, Книга оказала значительное влияние на многих художников, главным образом по причине выдающегося значения пейзажной живописи Клода Лоррена. Название «Liber Veritatis», очевидно, было придумано для гравюр, но затем его стали использовать и для рисунков.
Популярность картин Лоррена вызвала множество подражаний и прямых подделок. Под влиянием Лоррена работали Б. Торреджани, Р. Уилсон. Творчество Лоррена оказало значительное влияние на развитие европейского пейзажа, в частности, на работу английского живописца Уильяма Тёрнера.
Картины Лоррена имеются почти во всех крупных галереях Европы. Особенно много их в общественных и частных коллекциях Англии, а также в парижском Лувре, Палаццо Дориа-Памфили в Риме, Старой пинакотеке в Мюнхене, Дрезденской галерее и в санкт-петербургском Эрмитажe.

## Галерея

### Живопись Клода Лоррена

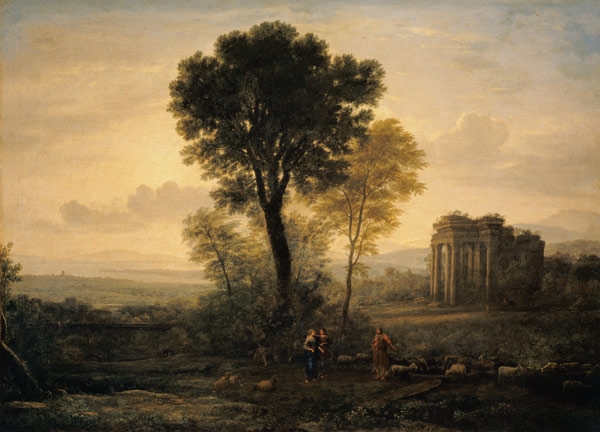
Утро. Иаков, Рахиль и Лия у колодца. 1666. Холст, масло. Государственный Эрмитаж, Санкт-Петербург
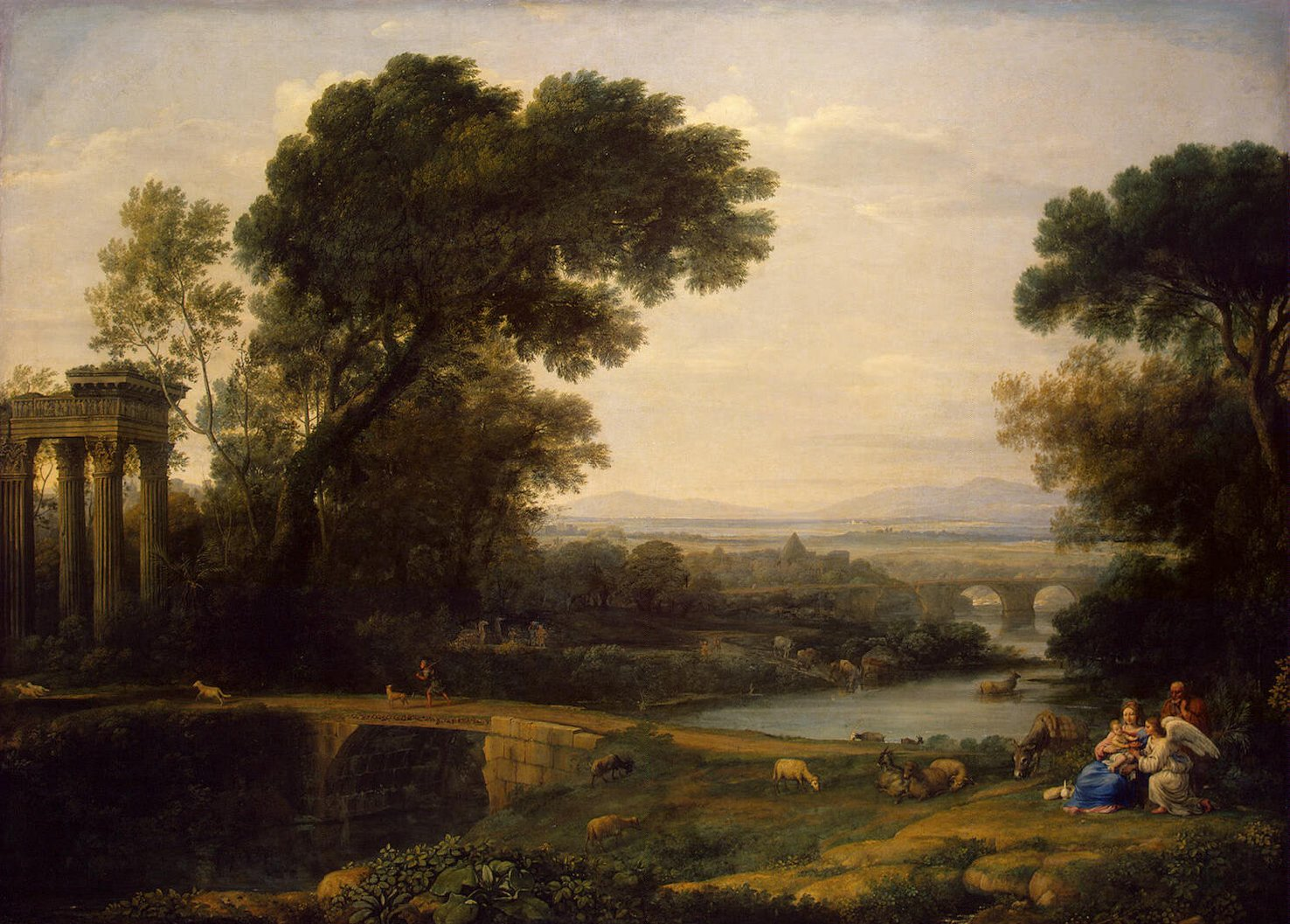
Полдень. Пейзаж с отдыхом Святого семейства на пути в Египет. 1666. Холст, масло. Государственный Эрмитаж, Санкт-Петербург
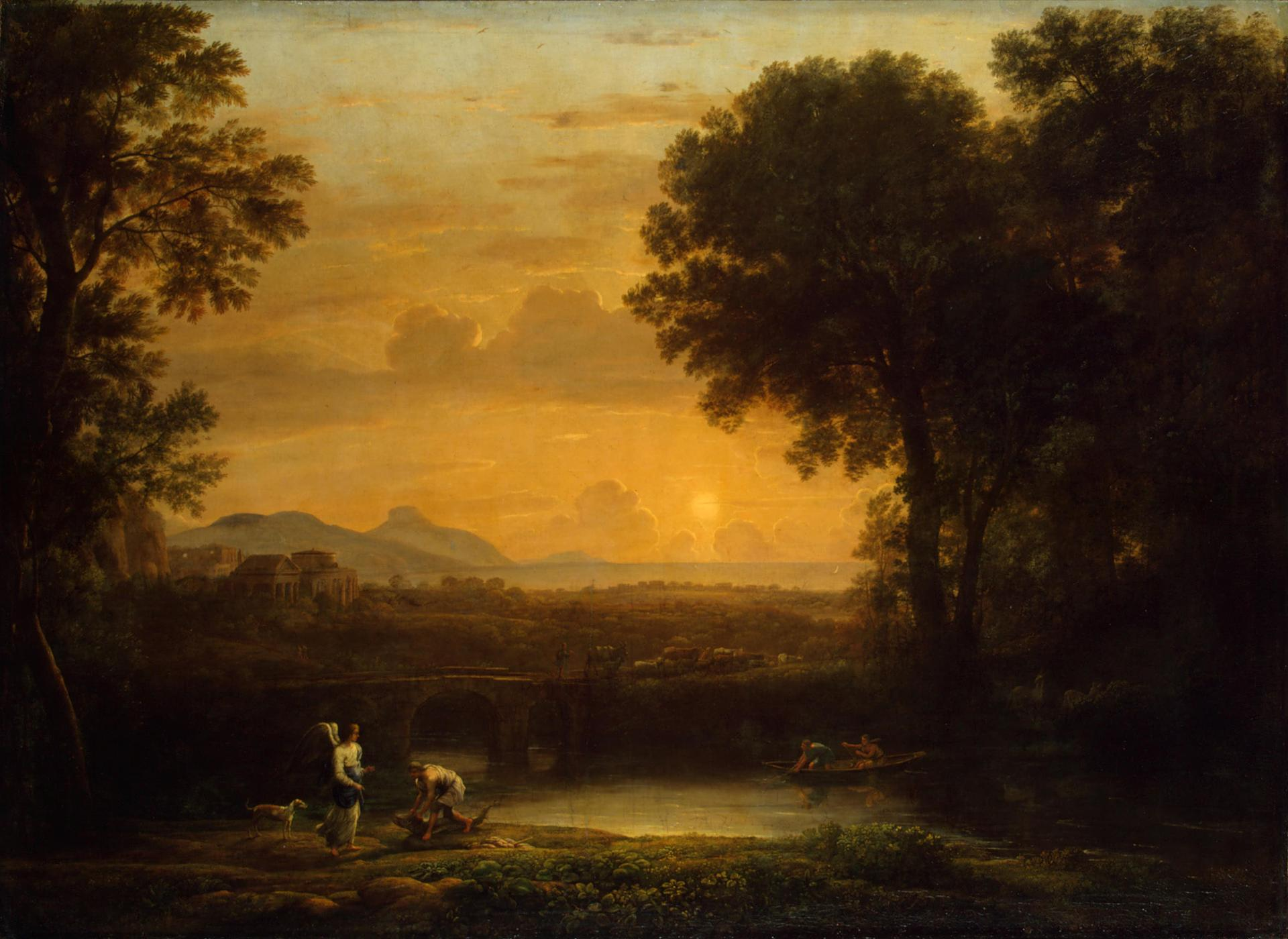
Вечер. Пейзаж с Товием и ангелом. 1663. Холст, масло. Государственный Эрмитаж, Санкт-Петербург
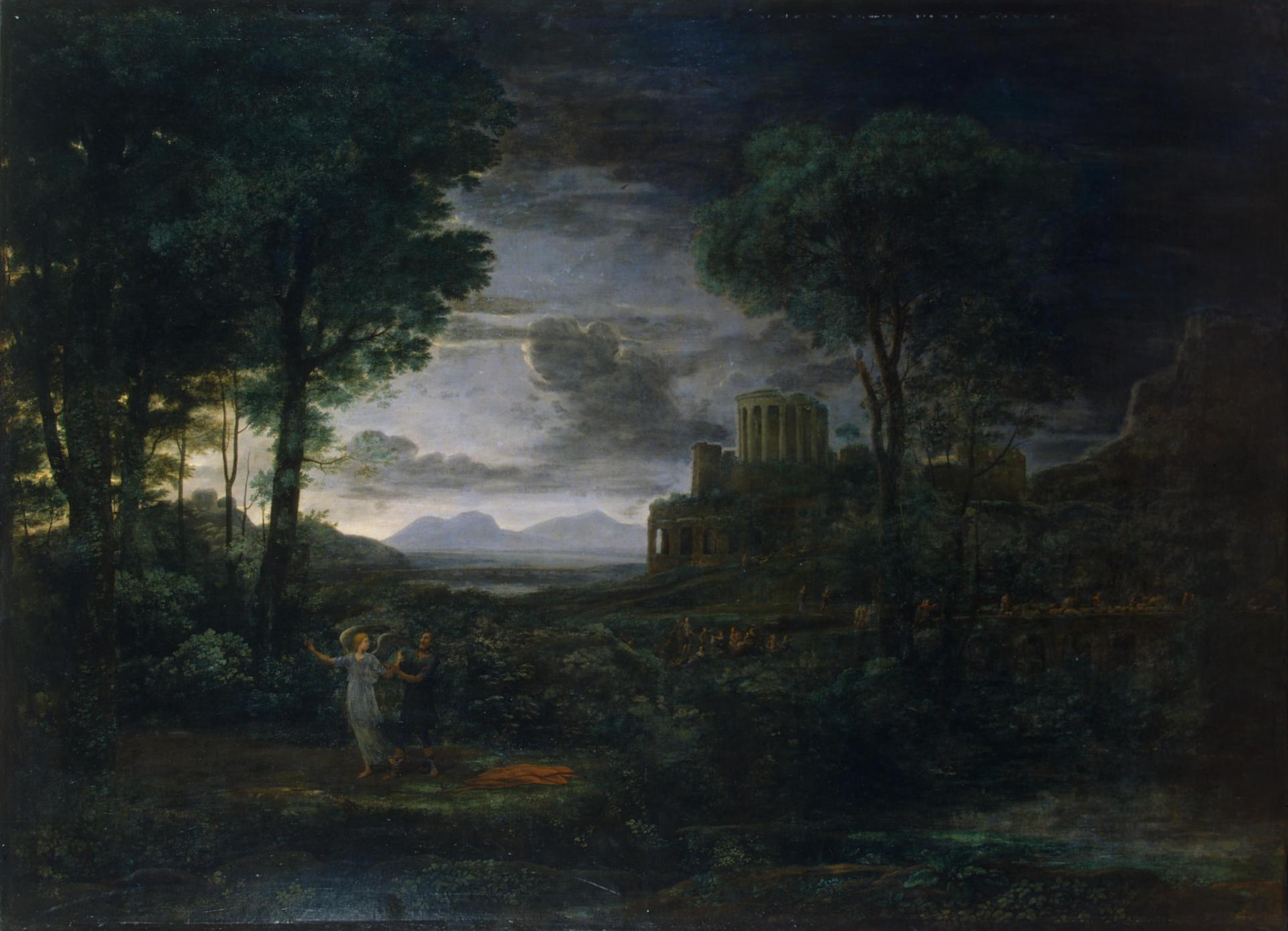
Ночь. Пейзаж с борьбой Иакова с ангелом. 1672. Холст, масло. Государственный Эрмитаж, Санкт-Петербург
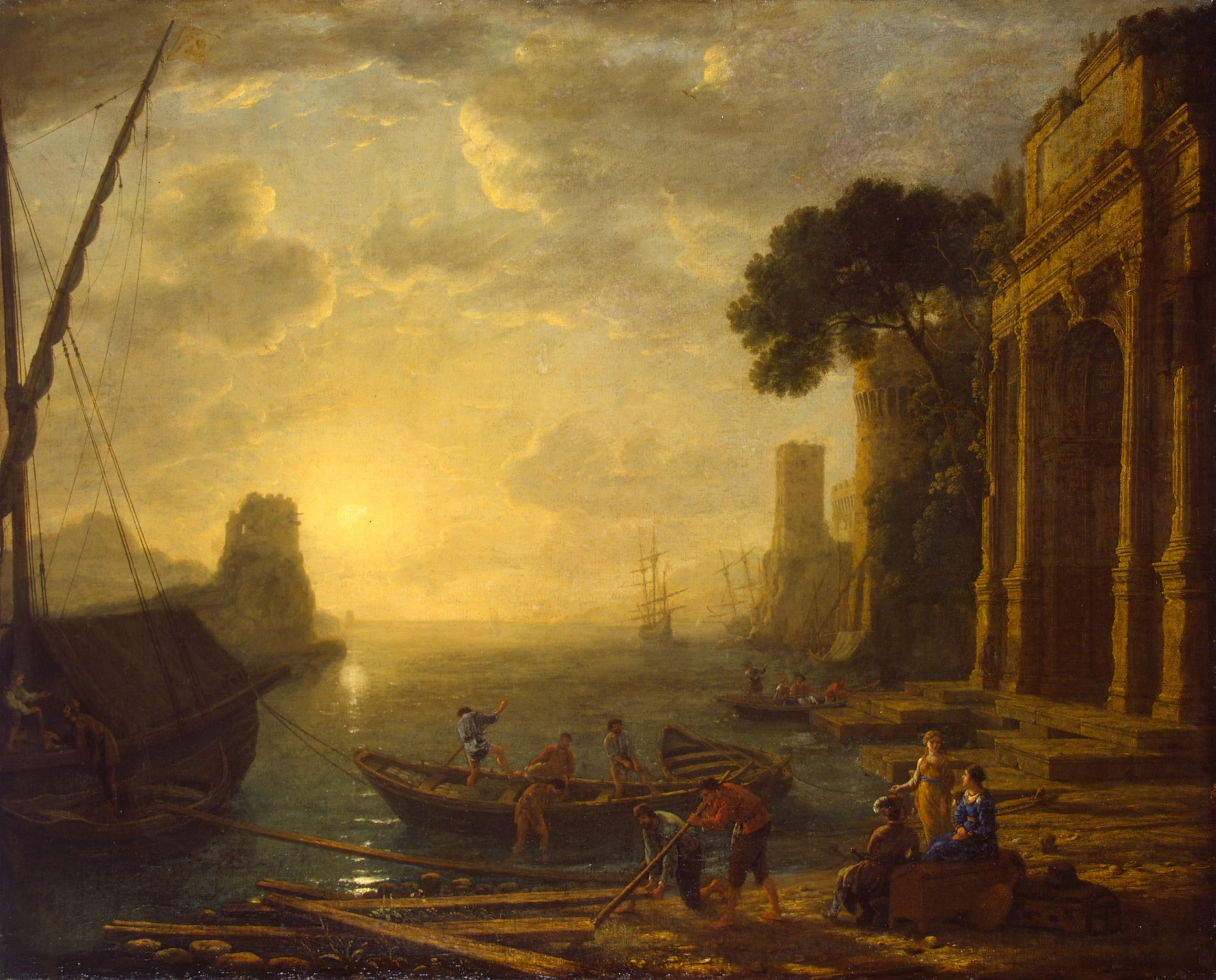
Утро в гавани. Ок. 1634. Холст, масло. Государственный Эрмитаж, Санкт-Петербург
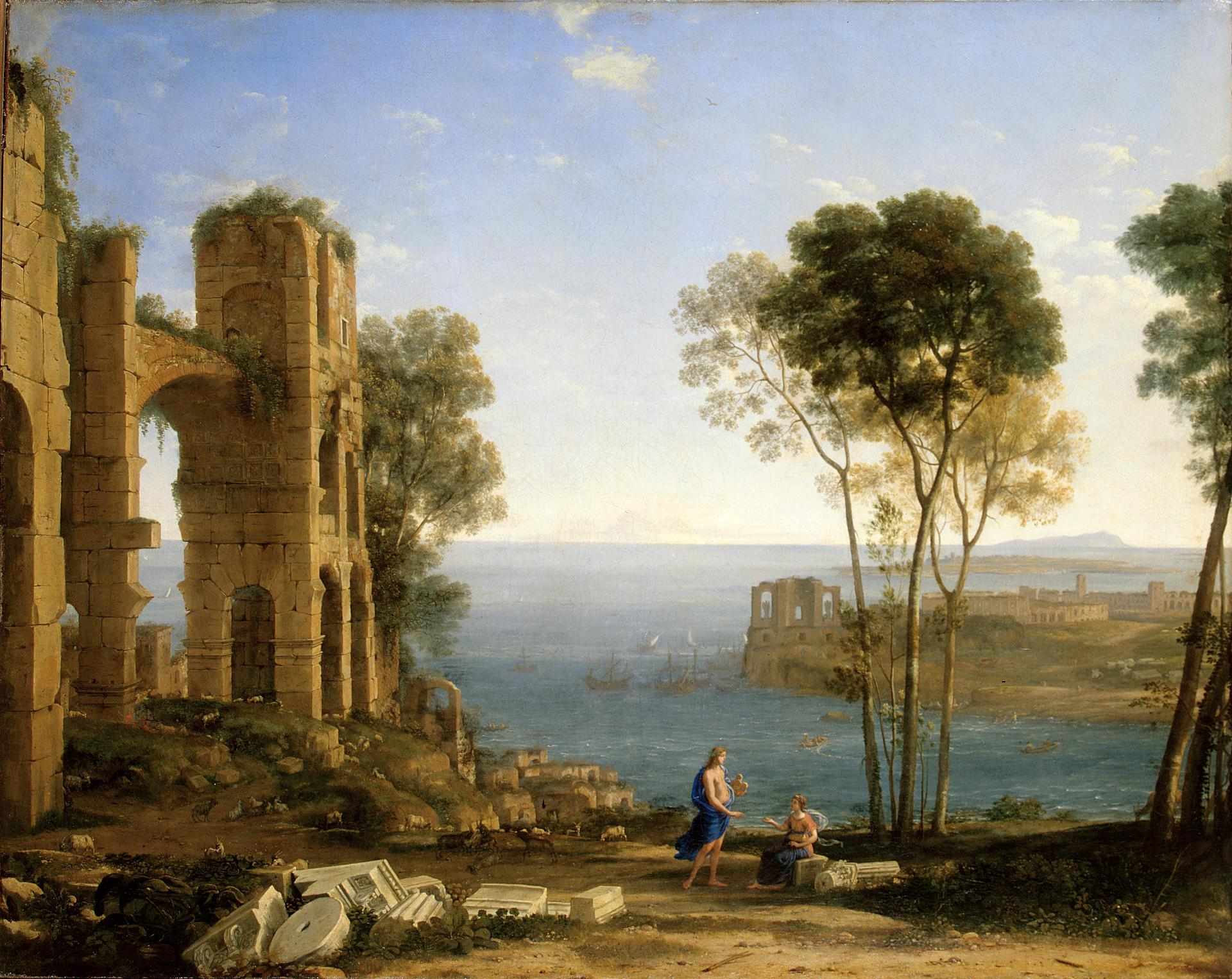
Пейзаж с Аполлоном и сивиллой Кумской. Между 1645 и 1649. Холст, масло. Государственный Эрмитаж, Санкт-Петербург
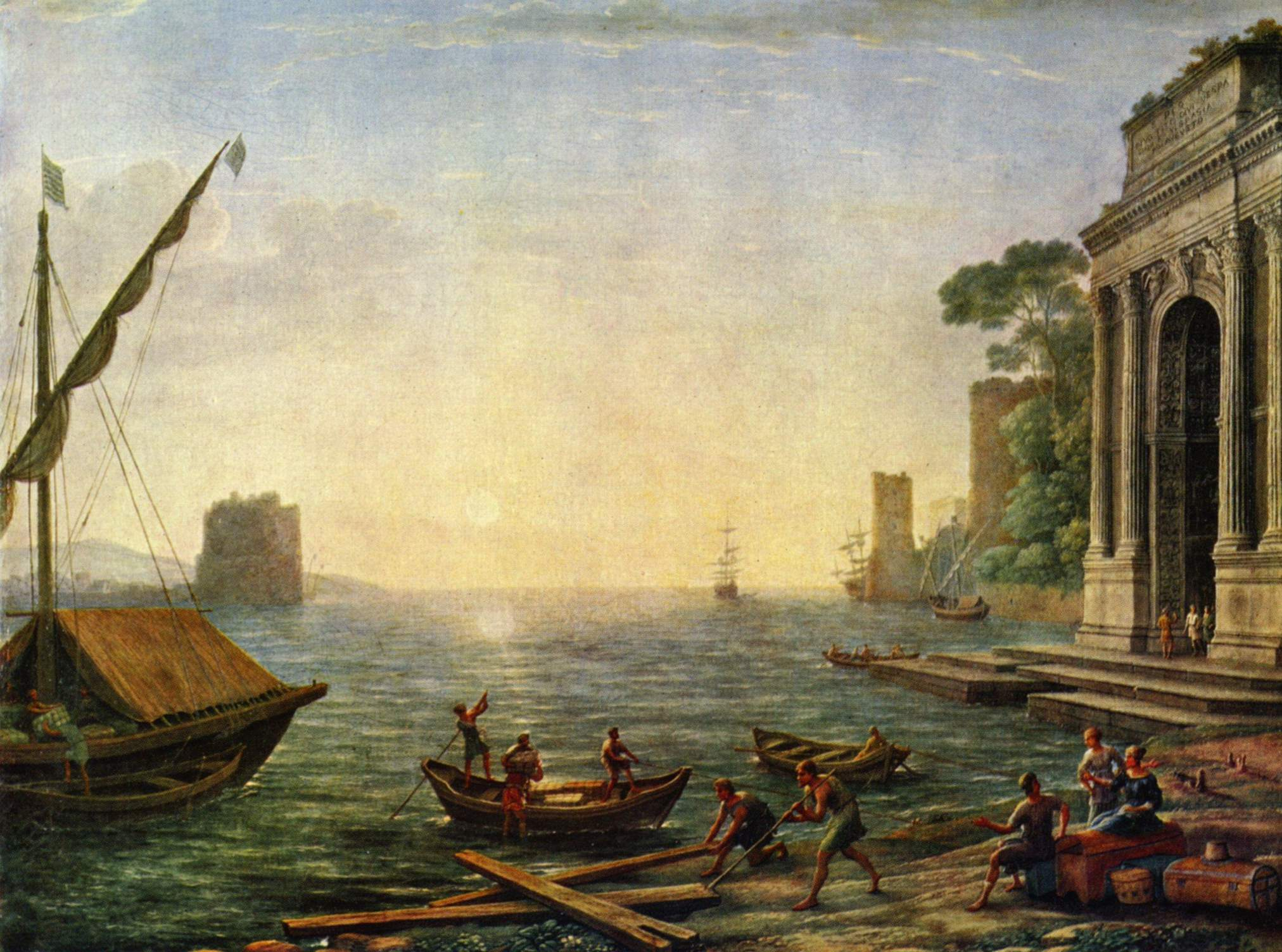
Морской порт. 1660-е. Холст, масло. Старая пинакотека, Мюнхен
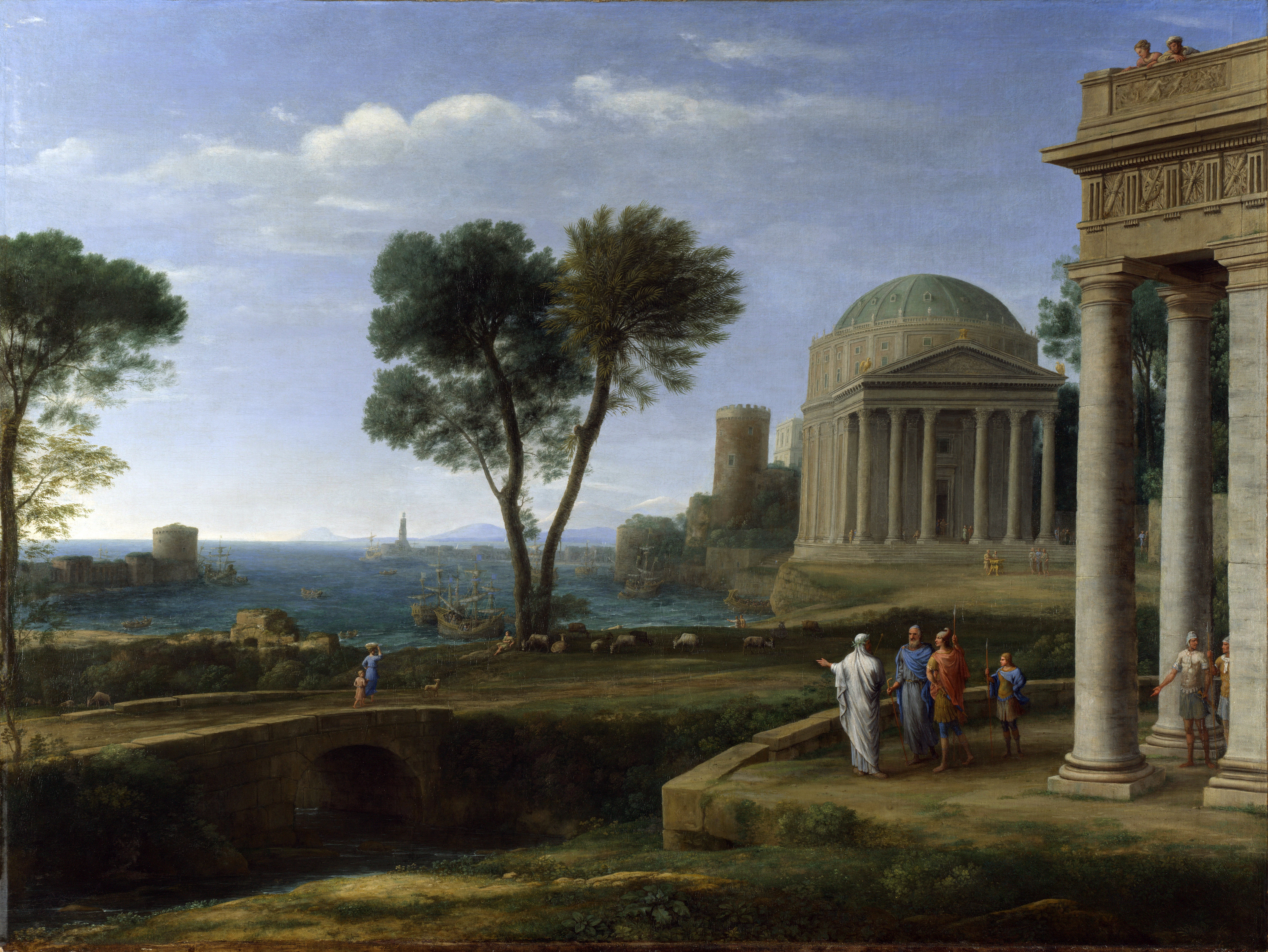
Эней на о. Делос. 1671—1672. Холст, масло. Национальная галерея, Лондон

### Графика Клода Лоррена

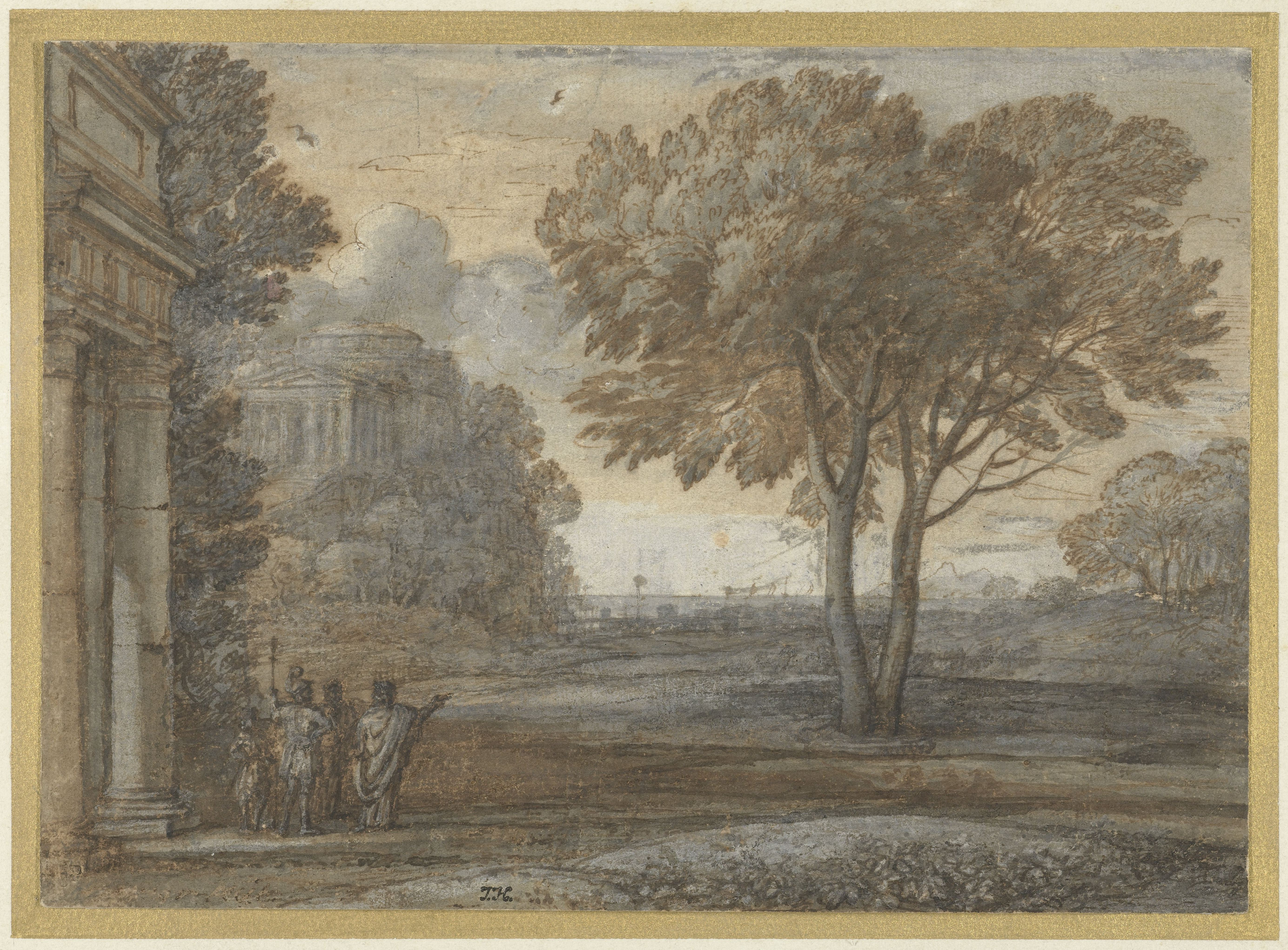
Эней на острове Делос. Между 1670 и 1672. Бумага, карандаш, перо, кисть, акварель, белила. Рейксмюсеум, Амстердам
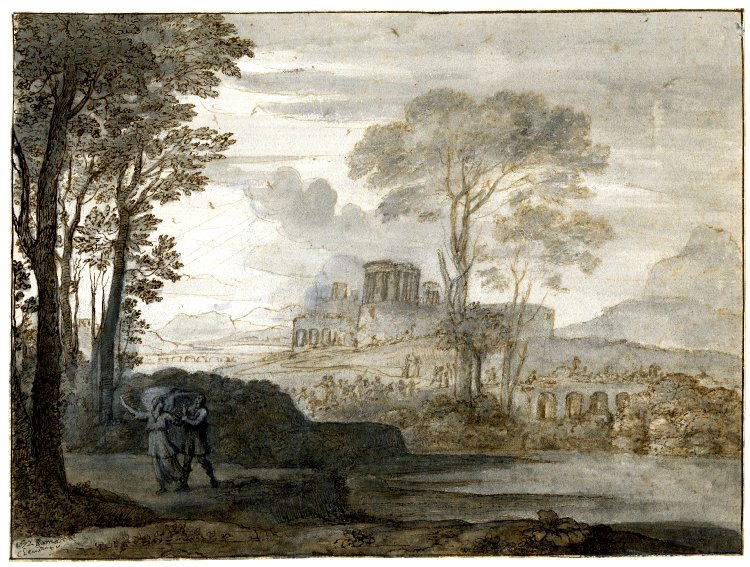
Рисунок из «Liber Veritatis». Между 1635 и 1682. Бумага, перо, кисть, сепия, белила. Британский музей, Лондон
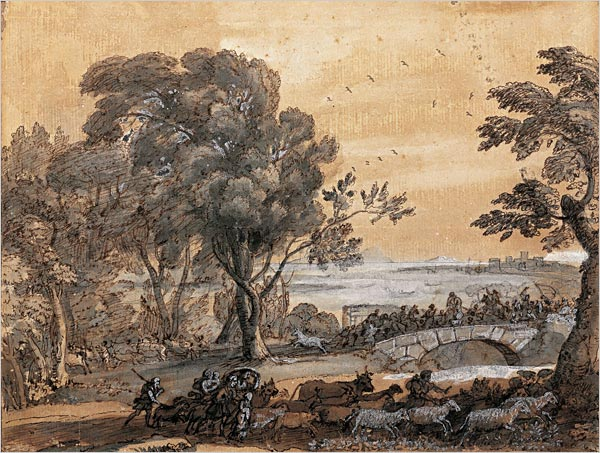
Пейзаж с битвой на мосту. Рисунок из «Liber Veritatis». Ок. 1655. Бумага, перо, кисть, сепия, белила
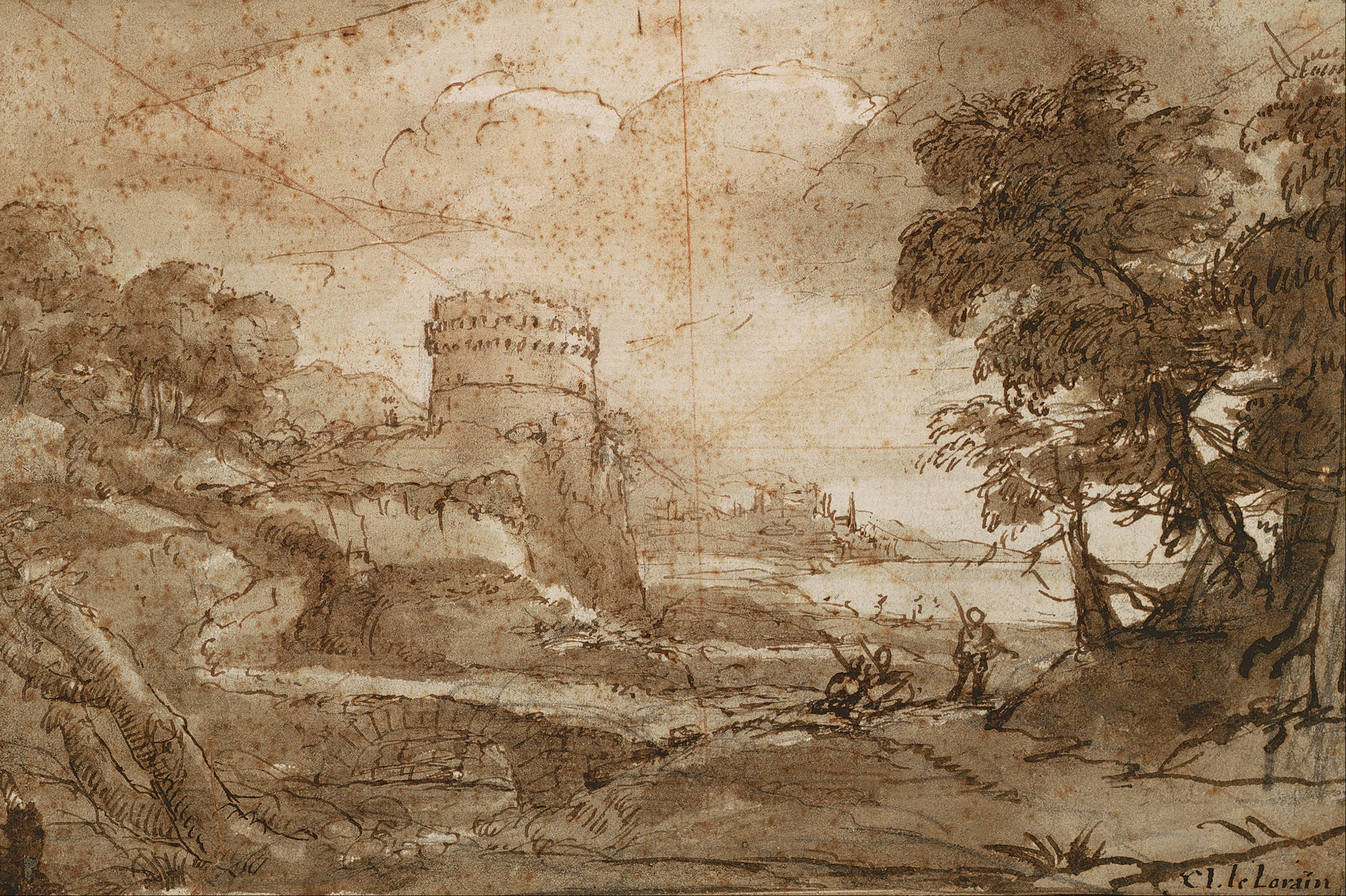
Пейзаж с круглой башней и бухтой. Между 1635 и 1640. Бумага, перо, кисть, сепия, белила. Штеделевский художественный институт, Франкфурт-на-Майне
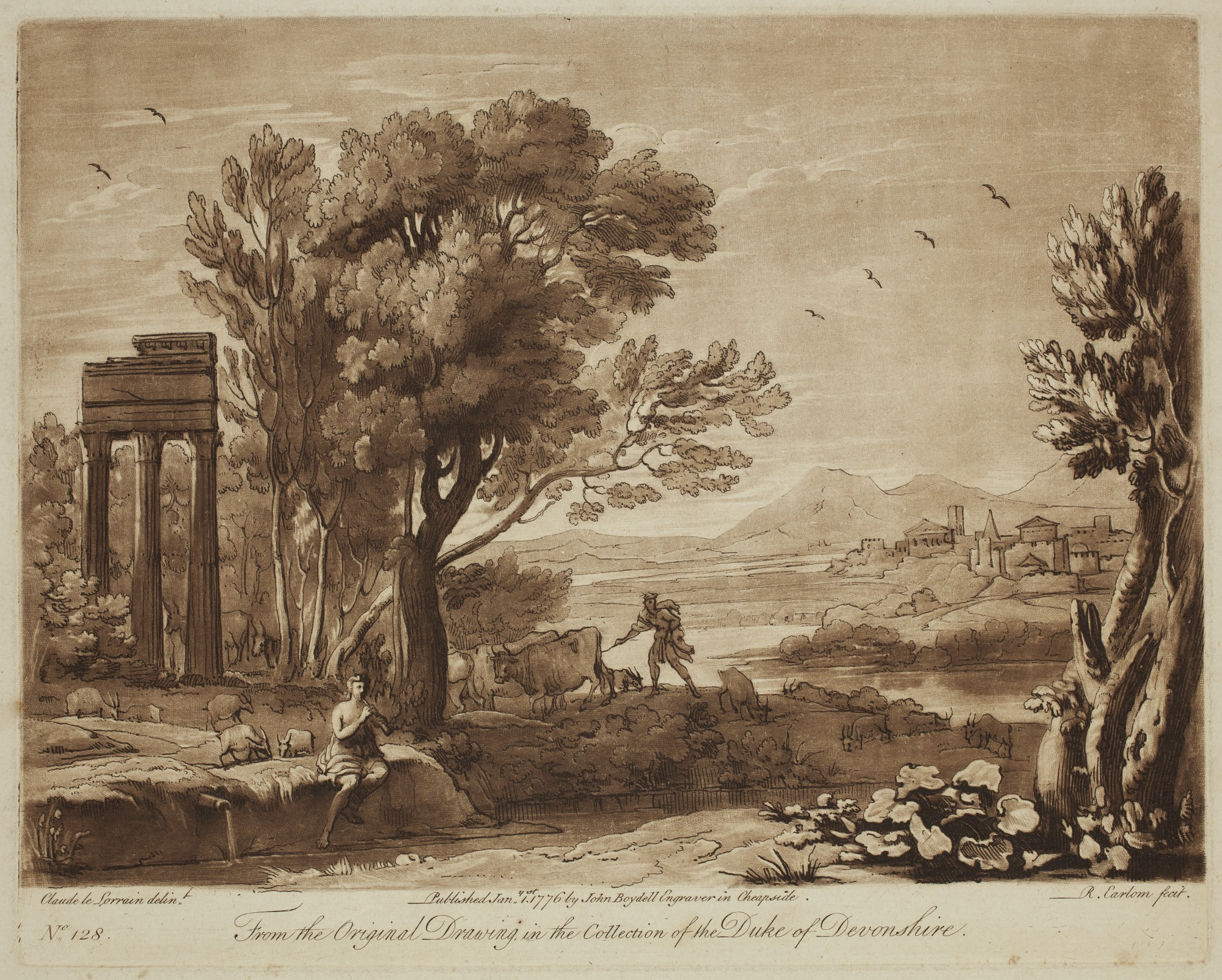
Пейзаж с Аполлоном, охраняющим стада Адмета, и Меркурием, похищающим их. Копия Р. Ирлома по оригиналу К. Лоррена. 1775. Офорт, меццо-тинто
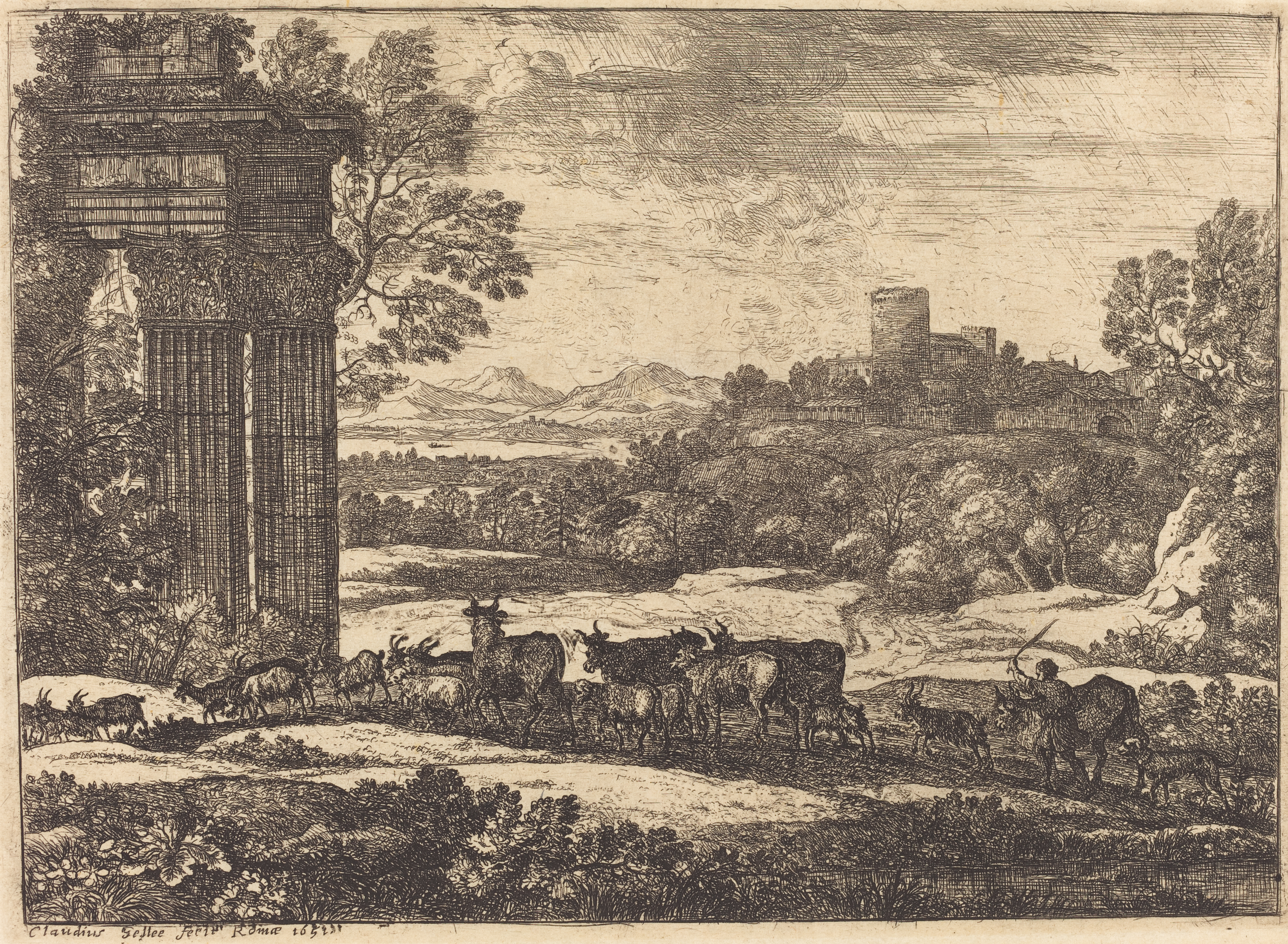
Стадо, возвращающееся в ненастную погоду. Между 1650 и 1651. Офорт

## Основные картины Клода Лоррена
- «Утро в гавани» (1634), Эрмитаж; авторское повторение 1674 года в Старой пинакотеке
- «Прибытие Улисса ко двору царя Ликомеда» (1635 или 1636), Эрмитаж
- «Морская гавань» (ок. 1636), Лувр
- «Пейзаж с Аполлоном и Марсием» (ок. 1639), Музей имени А. С. Пушкина
- «Отплытие св. Урсулы» (1646), Лондон, Национальная галерея
- «Пейзаж с Аполлоном и сивиллой Кумской» (между 1645 и 1649), Эрмитаж
- «Пейзаж с Ацисом и Галатеей» (1657), Дрезден
- Серия «Четыре времени суток»:
  - «Полдень» (Отдых на пути в Египет)(1654), Эрмитаж
  - «Вечер» (Товий и ангел) (1663), Эрмитаж
  - «Утро» (Иаков и дочери Лавана) (1666), Эрмитаж
  - «Ночь» (Борьба Иакова с ангелом) (1672), Эрмитаж
- «Вид берега Делоса с Энеем» (1672), Лондон, Национальная галерея
- «Асканий, охотящийся на оленя Сильвины» (1682), Оксфорд, Музей Ашмола
- «Пейзаж с танцами сатиров и нимф» (1646 год), Токио, Национальный музей западного искусства
- «Пейзаж с Ацисом и Галатеей» из Дрезденской картинной галереи — одна из любимых картин Ф. М. Достоевского; её описание содержится, в частности, в романе «Бесы»

## Документальный фильм
- «Театр солнца», фильм Алена Жобера[фр.] из цикла «Палитры» (Франция, 1989).